# True Talent

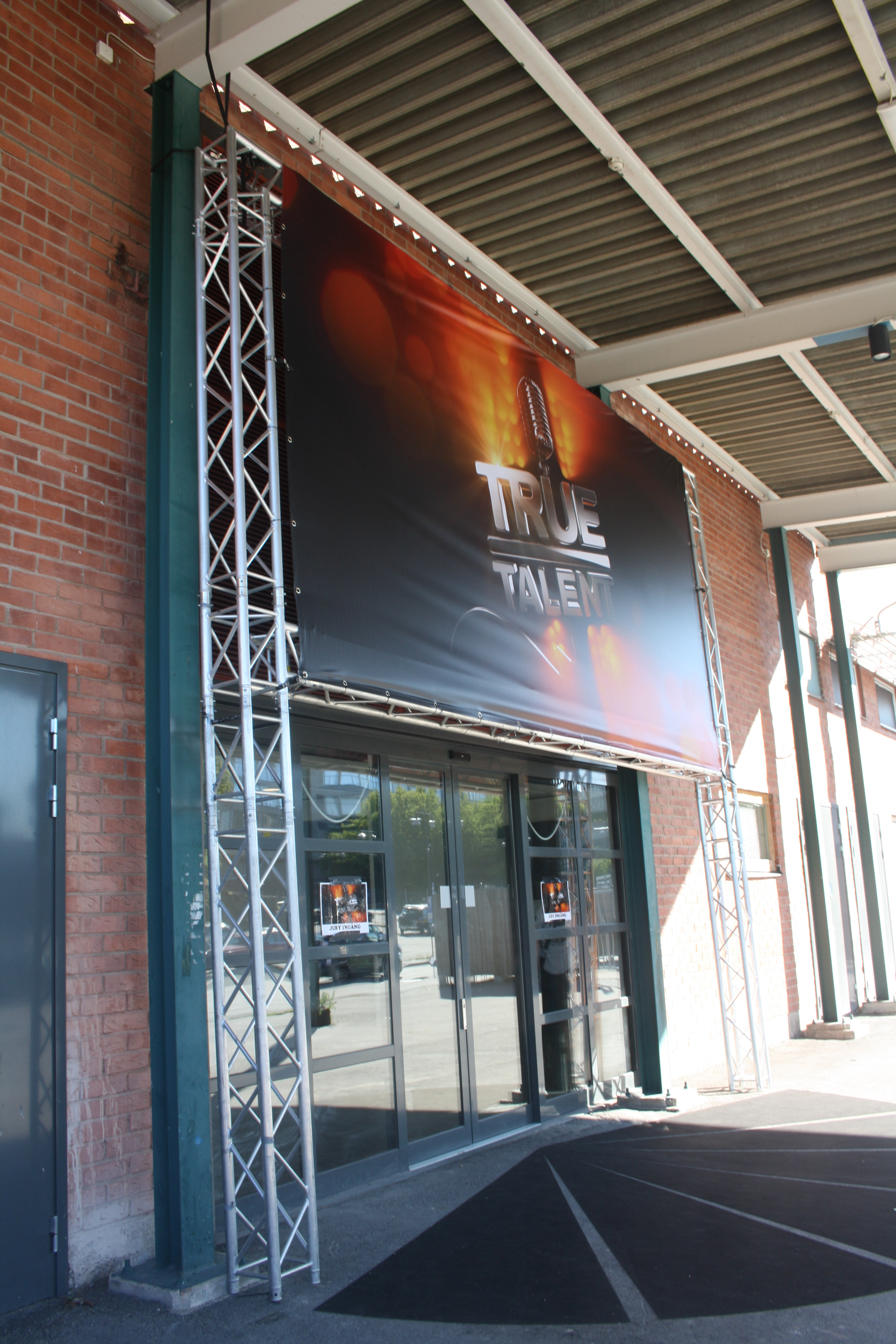

True Talent är ett TV-program från produktionsbolaget Mastiff som började sändas på TV3, den 23 augusti 2011. I programmet tävlar svenskar i att ha den bästa sångrösten. Åldersgräns för tävlande är mellan 16 och 99 år. Vinnaren av tävlingen i första säsongen, Dimitri Keiski, fick en miljon svenska kronor. Sverige är första landet i världen att sända talangformatet True Talent, ett format som sades ha många likheter med formatet The Voice som TV4 köpt in för att sända i början av 2012 (The Voice Sverige).

## Upplägg
Åldersgränsen för de tävlande är mellan 16 och 99 år. De första deltagarna väljs ut av coacherna, där de bara får höra deltagarnas röster, inte se hur de ser ut. De som coacherna väljer ut får möta en studiopublik som är uppdelade i tre grupper från varsin generation. Studiopubliken ser först inte deltagarna, utan lyssnar och röstar om deras framtid i tävlingen. Tycker mer än hälften i en generation att den särskilda deltagaren ska få gå vidare får han/hon en poäng, men måste få poäng från alla tre generationer. Coacherna gör därefter ytterligare urval av deltagare som går vidare till direktsändningarna. I direktsändningarna röstar TV-tittarna på sin favorit via sms- och telefonröster. Vinnaren av tävlingen får en miljon svenska kronor.
Låga tittarsiffror ledde till att produktionsbolaget Mastiff bjöd in Fredrik Virtanen och Markus Larsson att täcka en spelning mot betalning för att sedan publicera materialet på sina forum. Både Virtanen och Larsson avböjde att medverka. 2012 dömdes en av programmets redaktörer till 60 dagsböter för bestickning.

## Deltagare

### Coacher
De tävlande coachades av Danny Saucedo, Pernilla Andersson och Tommy Körberg. Programledare för TV-sändningen var Ola Selmén och webbsändningen leddes av Cissi Wallin.

### Tävlande
(Ålder när de medverkade I programmet)
| Tävlande         | Ålder | Hemstad      | Coach              | Utröstad                 |
| ---------------- | ----- | ------------ | ------------------ | ------------------------ |
| Stig Westlund    | 42    | Stockholm    | Tommy Körberg      | Utröstad Vecka 1         |
| Ellinor Asp      | 39    | Stockholm    | Tommy Körberg      | Utröstad Vecka 2         |
| Jakob Gordin     | 45    | Gävle        | Pernilla Andersson | Utröstad Vecka 3         |
| Fred Andersson   | 41    | Malmö        | Pernilla Andersson | Avbröt Medverkan Vecka 4 |
| Emma Fällman     | 25    | Stockholm    | Danny Saucedo      | Utröstad Vecka 5         |
| Robert Lukian    | 18    | Malmö        | Danny Saucedo      | Utröstad Vecka 6         |
| Linnéa Khalil    | 24    | Kungälv      | Pernilla Andersson | Utröstad Vecka 7         |
| Sara Kreft       | 32    | Gävle        | Tommy Körberg      | Utröstad Vecka 8         |
| Ida Seve         | 35    | Kalmar       | Danny Saucedo      | Utröstad Vecka 9         |
| Emelie Irewald   | 27    | Stockholm    | Tommy Körberg      | Utröstad Vecka 10        |
| Paulina Palmgren | 23    | Uppsala      | Pernilla Andersson | Utröstad Vecka 10        |
| Sofia Olsson     | 17    | Kristinehamn | Danny Saucedo      | Utröstad Vecka 10        |
| Dimitry Keiski   | 32    | Stockholm    | Danny Saucedo      | Vinnare                  |

### Utröstningsschema
| Stadium: | Stadium: | Veckofinalerna | Veckofinalerna | Veckofinalerna | Veckofinalerna | Veckofinalerna | Veckofinalerna | Veckofinalerna | Veckofinalerna | Veckofinalerna | Veckofinalerna | Veckofinalerna |
| Datum:   | Datum:   | 9/10           | 16/10          | 23/10          | 30/10          | 6/11           | 13/11          | 20/11          | 27/11          | 4/12           | 11/12          | 11/12          |
| 1        | Sofia    | Paulina        | Robert         | Dimitri        | Sara           | Paulina        | Sofia          | Dimitri        | Dimitri        | Paulina        | Sofia          | Dimitri        |
| 2        | Fred     | Sara           | Emma           | Fred           | Dimitri        | Robert         | Linnéa         | Sara           | Paulina        | Dimitri        | Dimitri        | Sofia          |
| 3        | Stig     | Emma           | Dimitri        | Linnea         | Paulina        | Dimitri        | Paulina        | Ida            | Sofia          | Emelie         | Paulina        |                |
| 4        | Ida      | Sofia          | Paulina        | Sara           | Emelie         | Emelie         | Ida            | Emelie         | Emelie         | Sofia          | Emelie         |                |
| 5        | Jakob    | Fred           | Fred           | Ida            | Robert         | Linnea         | Emelie         | Sofia          | Ida            | Ida            |                |                |
| 6        | Emelie   | Robert         | Linnea         | Paulina        | Emma           | Sofia          | Sara           | Paulina        | Sara           |                |                |                |
| 7        | Robert   | Ellinor        | Sara           | Sofia          | Linnea         | Sara           | Dimitri        | Linnea         |                |                |                |                |
| 8        | Linnea   | Linnea         | Emelie         | Robert         | Ida            | Ida            | Robert         |                |                |                |                |                |
| 9        | Ellinor  | Emelie         | Jakob          | Emelie         | Sofia          | Emma           |                |                |                |                |                |                |
| 10       | Emma     | Dimitri        | Ida            | Emma           | Fred           |                |                |                |                |                |                |                |
| 11       | Paulina  | Jakob          | Sofia          | Jakob          |                |                |                |                |                |                |                |                |
| 12       | Sara     | Ida            | Ellinor        |                |                |                |                |                |                |                |                |                |
| 13       | Dimitri  | Stig           |                |                |                |                |                |                |                |                |                |                |

| Kvinnor | Män | Top 13 | Utröstad | Säker/går vidare | Avbröt Medverkan | Wildcard | Framträdde ej |